# Терлунджень
Терлунджень, Терлунджені (рум. Tărlungeni) — село у повіті Брашов в Румунії. Адміністративний центр комуни Терлунджень.
Село розташоване на відстані 137 км на північ від Бухареста, 11 км на схід від Брашова.

## Населення
За даними перепису населення 2002 року у селі проживали 3258 осіб.
Національний склад населення села:
| Національність | Кількість осіб | Відсоток |
| -------------- | -------------- | -------- |
| румуни         | 1489           | 45,7%    |
| угорці         | 1279           | 39,3%    |
| цигани         | 481            | 14,8%    |
| німці          | 6              | 0,2%     |

Рідною мовою назвали:
| Мова      | Кількість осіб | Відсоток |
| --------- | -------------- | -------- |
| румунська | 1970           | 60,5%    |
| угорська  | 1269           | 39,0%    |
| циганська | 13             | 0,4%     |